# I.M
Az I.M (magyarul: VAGYOK) Michael Ben David izraeli énekes dala, mellyel Izraelt képviselte a 2022-es Eurovíziós Dalfesztiválon Torinóban. A dal 2022. február 5-én az izraeli nemzeti döntőben, az X-Faktorban megszerzett győzelemmel érdemelte ki a dalversenyen való indulás jogát.

## Eurovíziós Dalfesztivál
2022. január 30-án vált hivatalossá, hogy az énekes alábbi dala is bekerült az izraeli X-Faktor, egyben izraeli eurovíziós nemzeti döntő mezőnyébe. A dalt hivatalosan ugyanezen a napon mutatták be. A február 3-i elődöntőben a nézők, a mentorok és a zsűri az énekes két versenydala közül az alábbi dalt választották, amelyikkel továbbjutott a döntőbe. A döntő első felében Inbal Bibi ellen párbajozott egy feldolgozással, amit megnyert, így továbbjutott második fordulóba. A második fordulóban versenydalát adta elő, ami a mentoroknál és a zsűrinél második lett, előbbinél 50, utóbbinál 46 ponttal, a nézőknél pedig első helyen zárt 118 ponttal. Így összesen 214 ponttal megnyerte a tehetségkutatót és dalával képviseli Izraelt az elkövetkezendő Eurovíziós Dalfesztiválon. A dal végleges verzióját és videóklipjét március 14-én mutatták be.
A dalfesztivál előtt Tel-Avivban, hazai eurovíziós rendezvényen népszerűsítette versenydalát.
Az Eurovíziós Dalfesztiválon a dalt először a május 12-én rendezett második elődöntőben adta elő fellépési sorrend szerint másodikként a Finnországot képviselő The Rasmus Jezebel című dala után és a Szerbiát képviselő Konstrakta In corpore sano című dala előtt. Az elődöntőben a nézői szavazatok és a nemzetközi zsűrik pontjai alapján nem került be a dal a május 14-én megrendezésre került döntőbe. Összesítésben 61 ponttal a 13. helyen végzett.
A következő izraeli induló Noa Kirel Unicorn című dala volt a 2023-as Eurovíziós Dalfesztiválon.

## Incidensek

### Az izraeli külügyminisztérium sztrájkja
Helyi sajtóértesülések szerint 2022-es Eurovíziós Dalfesztivál izraeli delegációja nem tud részt venni a versenyen az izraeli külügyminisztériumban jelenleg is zajló sztrájk miatt. Szervezetileg ide tartozik az az ügynökség is, ami a jelen körülmények miatt nem tudja biztosítani a korábbi évekhez hasonlóan az Eurovíziós Dalfesztiválra utazni kívánó delegáció biztonságát. A versenyt lebonyolító EBU még nem mondta ki hivatalosan, hogy Izrael nélkül rendeznék meg a dalfesztivált: közleményük szerint mindent megtesznek azért, hogy az ország a versenyben maradhasson. Mivel érvényben van az a szabály, amit a Covid19-pandémia miatt hoztak, így a helyi tévéstúdióban előre elkészített és élőben felvett produkciót is be kell küldeni a verseny szervezőinek arra az esetre, ha az utazási nehézségek miatt nem tudna a versenyző és a delegáció elutazni Torinóba. A sztrájkhelyzetet később rendezték, ezért az izraeli delegáció kiutazhatott a dalfesztiválra.

## A dal háttere
A dal az ember belső erejét dicsőíti. Számos erősítő szót tartalmaz, mint például a „lenyűgöző vagyok”, „győztes vagyok” és „bátor vagyok”. A Gimelnek adott interjújában az énekes kifejtette, hogy a dal képes kifejezni színházi és eltúlzott személyiségét, valamint azt a fájdalmat, amelyet gyermekkorában átélt homoszexualitása és magas hangja miatt.

## Dalszöveg
You know I am

You know I am

'Cause I na-na-na know I am, am

And no one brings me down

I'm gonna take the crown

Give it to me now

Tudod, én vagyok

Tudod, én vagyok

Mert én tu-tu-tu tudom, hogy vagyok, vagyok

És senki nem dönt le

Én viszem el a fődíjat

Add csak ide nekem most